# Polonia w Australii
Polonia w Australii (ang. Polish Australian) – napływowa ludność Australii pochodzenia polskiego, która przyjechała do kraju głównie ze względów ekonomicznych w kilku falach emigracji. Stanowi ok. 1,08% populacji tego kraju.

## Liczebność

Udział ludności polskiego pochodzenia w populacji poszczególnych samorządów terytorialnych w Australii (według danych z 2011)

Według danych z 2006 roku w Australii żyło 52,2 tys. osób urodzonych w Polsce (95,3% z nich posiadało australijskie obywatelstwo) oraz 163,8 tys. osób polskiego pochodzenia, przy czym językiem polskim w domu posługiwało się 53,4 tys. osób. Największym skupiskiem Polonii był stan Wiktoria (52,1 tys. osób); po nim Nowa Południowa Walia (46,6 tys.).
70% Polonii posługuje się językiem polskim. Najwięcej Polaków żyje w Melbourne (16 440), Sydney (12 515), Adelaide (5860) i Perth (5142).
Według spisu powszechnego z 2016 roku 183 974 osób udzieliło odpowiedzi, że posiada polskie korzenie, z czego: 110 680 przyznało, że oboje rodziców urodziło się w Polsce,18 032 przyznało, że tylko ojciec urodził się w Polsce, 12 797 przyznało, że tylko matka urodziła się w Polsce, 40 782 przyznało, że oboje rodzice urodzili się w Australii, ale posiadają polskie korzenie. Spośród wszystkich Polaków i osób polskiego pochodzenia w Australii, 48 083 używa języka polskiego w domu.

## Historia

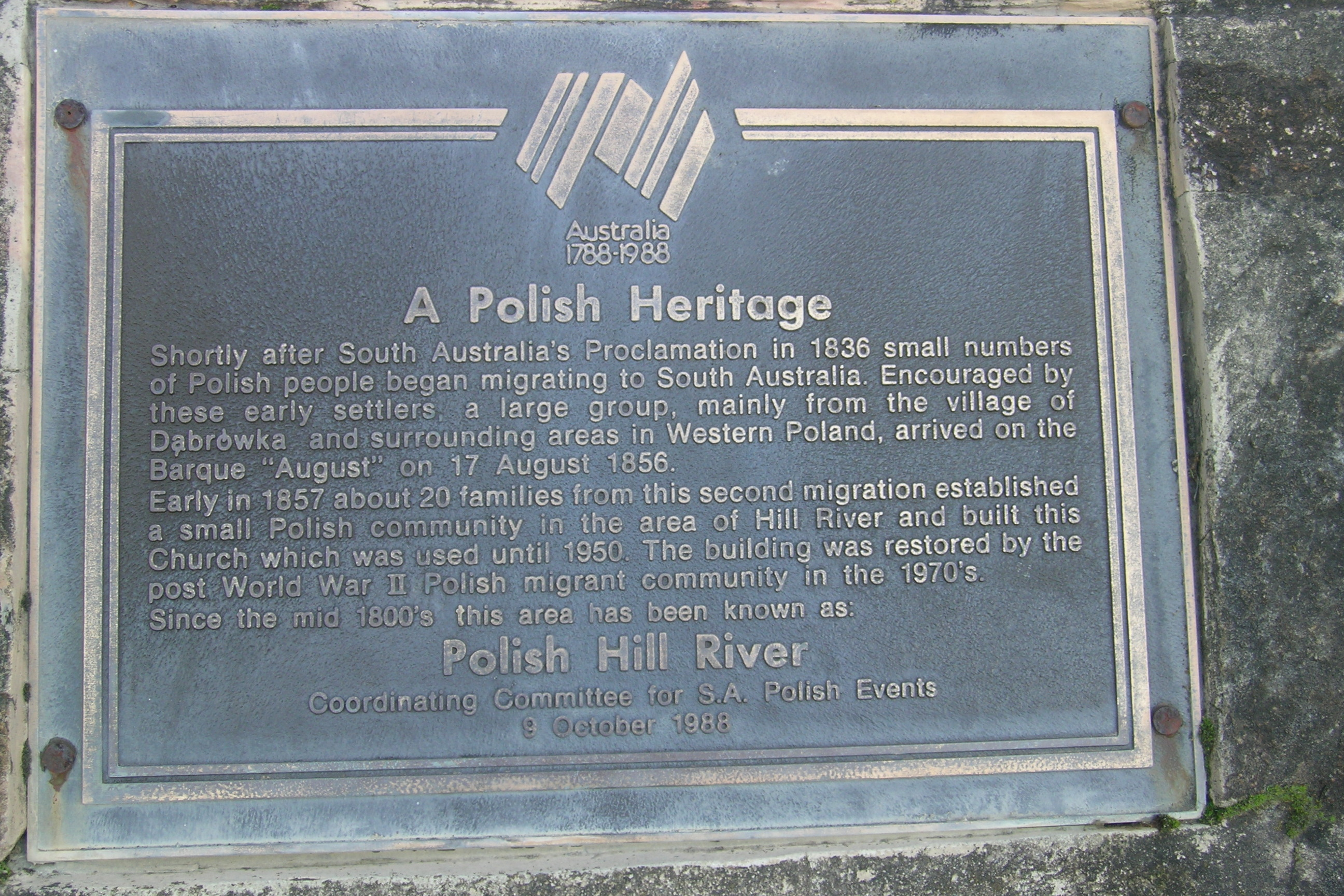
Tablica upamiętniająca osadników polskich w Polish Hill River

Polacy migrowali do Australii od 1856 r., przy czym pierwsza grupa pochodziła z Wielkopolski i osiedliła się w Polish Hill River w Australii Południowej. Od 1988 r. w tamtejszym kościele znajduje się muzeum polskiej imigracji. W 1947 r. w Australii mieszkało ok. 6,5 tys. osób urodzonych w Polsce i liczba ta utrzymywała się na w miarę stałym poziomie. 
Znaczący napływ Polaków nastąpił po II wojnie światowej, kiedy osiedli w niej weterani Polskich Sił Zbrojnych na Zachodzie i inni obywatele polscy, których łączną liczbę oszacowano na ponad 50 tys. osób. Druga znacząca fala imigracji miała miejsce w okresie stanu wojennego i w następnych latach, a jej liczebność wynosiła ponad 25 tys. osób. W ciągu 15 lat po przemianach ustrojowych do Australii przybyło ok. 10 tys. Polaków, po czym napływ imigrantów mocno się zmniejszył. 

## Organizacje polonijne
Polonia australijska zorganizowana jest w ramach kilkuset organizacji, w większości powstałych w pierwszych latach po II wojnie światowej. Większość organizacji zrzesza Rada Naczelna Polonii Australijskiej, która została założona w 1950 roku.
Pierwsza szkoła polska w Australii powstała w 1870 r. w Polish Hill River. Współcześnie szkolnictwo polonijne jest prowadzone w ramach 20 szkół sobotnich, szkoły otrzymują dofinansowywanie ze stanowych budżetów.

## Kościoły i związki wyznaniowe
Dla Polonii, wiernych kościoła rzymskokatolickiego odbywają się msze w języku polskim. W języku polskim odbywają się również spotkania religijne innych wyznań (m.in. Świadków Jehowy, adwentystów czy badaczy Pisma Świętego).

## Znane osoby
- Eugeniusz Bajkowski (dziennikarz)
- Ludmiła Błotnicka (pisarka)
- Maria Boniecka (prozaik)
- Gwidon Borucki (aktor)
- Andrzej Chciuk (pisarz, poeta)
- Gosia Dobrowolska (aktorka)
- Matthew Dyktynski (aktor)
- Andrzej Stefan Ehrenkreutz (działacz polonijny)
- Olivia Gadecki (tenisistka)
- Andrzej Gawroński (satyryk)
- Marzena Godecki (aktorka)
- Roman Gronowski (działacz społeczny)
- Jerzy Gruszka (kartograf)
- Natalie Gruzlewski (prezenterka)
- Stefan Gryff (aktor)
- Adam Gubrynowicz (dyplomata)
- David Helfgott (pianista)
- George Helon (autor)
- Zbigniew Jasiński (dziennikarz)
- Marian Kałuski (dziennikarz)
- Michael Klim (pływak)
- Johnny Klimek (kompozytor muzyki filmowej)
- Józef Klimek (artysta malarz)
- Aldona Kmieć (fotograf)
- Rhys Kosakowski (aktor)
- Daniel Kowalski (pływak)
- Andrew J. Krakouer
- Jim Krakouer
- Jason Krejza (krykiecista)
- Nina Landis (aktorka)
- Henryk Landsberg (pilot lotnictwa cywilnego)
- Peter Luczak (tenisista)
- Henry Millicer (inżynier)
- Jerzy Stanisław Misiak (żołnierz)
- Alicia Molik (tenisistka)
- Stuart Musialik (futbolista)
- Annastacia Palaszczuk (polityk)
- Lech Paszkowski (pisarz)
- Krys Pawlowski (hodowca krokodyli)
- Wojciech Pietranik (rzeźbiarz, medalier)
- Daniel Piorkowski (futbolista)
- Małgorzata Piotrowska (aktorka)
- Richard Pratt
- Jerzy Rogowski (kaskader,aktor)
- Clinton Schifcofske (rugbysta)
- Brian Sierakowski
- David Sierakowski
- Tomasz Sikora (fotograf)
- Paweł Słowiński (kickboxing)
- Janusz Smenda (psycholog)
- Jerzy Smolicz (socjolog)
- Yvonne Strahovski (aktorka)
- Paweł Edmund Strzelecki
- Ziggy Switkowski
- Magda Szubanski (komik)
- Grzegorz Szuladziński (inżynier)
- David Tarka (futbolista)
- Nikolai Topor-Stanley (futbolista)
- Sophia Turkiewicz (reżyserka filmowa)
- Keith Urban (pisarz/tekściarz)
- Mia Wasikowska (aktorka)
- James Wesolowski (futbolista)
- Marcel Weyland (tłumacz literatury)
- Anna Wierzbicka (językoznawca)
- David Wojcinski
- Andrew Ziolkowski (polityk)
- Bogumiła Żongołłowicz (dziennikarka, poetka)
- Jerzy Zubrzycki (socjolog)